# Antonio Mastrogiovanni
Antonio Mastrogiovanni (Montevideo, 26 de julio de 1936 - Ib., 1 de mayo de 2010) fue un compositor uruguayo, de los más destacados de su generación. Desarrolló su labor como compositor y docente en Italia, Venezuela y Uruguay. Fue esposo de la pianista y compositora uruguaya Beatriz Lockhart.
Fue un importante compositor de música académica y maestro de composición uruguayo. Sus obras abarcan los géneros sinfónico, camerístico, vocal, escénico, electroacústico etc; las cuales le valieron numerosos premios de composición nacionales e internacionales y fueron dirigidas por maestros como: Stanislaw Wislocki, Charles Dutoit, Paul Hupperts, Hans Vonk, Valentin Kozhin, Konstantin Simonovitch, Ramón Encinar, Antonio Tauriello, Alfredo Rugeles, Carlos Riazuelo, David Machado entre otros.

## Estudios musicales
Comenzó sus estudios musicales a temprana edad, egresando en 1955 como profesor de piano del Conservatorio "Santa Cecilia" en Montevideo. Continúa su formación con docentes como Héctor Tosar, Carlos Estrada, Lauro Ayestarán, Hugo Balzo, Ángel Turriziani y el Ingeniero Humberto de Martini.
En 1963 continúa su formación en el Conservatorio Nacional de Música perteneciente a la Universidad de la República, donde obtiene en 1972 la Licenciatura en Composición Musical.
Asiste a los cursos de posgrado que tienen lugar en Buenos Aires, en el Centro Latinoamericano de Altos Estudios Musicales “Instituto Torcuato di Tella”, donde fue alumno de los compositores Alberto Ginastera, Francisco Kröpfl, Luis de Pablo y Eric Salzman entre otros y donde egresa con las más altas calificaciones.
En el año 1973 obtiene una beca de la OEA que le permite formar parte del Taller de Composición del Conservatorio Nacional de Música en México.
En 1974, como becario del Estado Italiano, ingresa al Conservatorio "Giuseppe Verdi" en Milán Italia, donde trabaja con Franco Donatoni en Composición, y donde frecuenta los cursos de Música Electroacústica de Angelo Paccagnini en el Instituto de Fonología de la RAI de la misma ciudad. También asiste a cursos especiales en Holanda y en la Accademia Chigiana en Siena, Italia.

## Premios de composición
Sus obras han sido premiadas en diversos concursos nacionales, por instituciones como la Asociación de Estudiantes de Música, Ministerio de Cultura, la Universidad de la República y el SODRE en Uruguay; y por el Concejo Municipal del Distrito Federal de Caracas, la Orquesta Sinfónica de Venezuela y el Consejo Nacional de la Cultura (CONAC) con el Premio Nacional de Música en Venezuela.
Entre los premios internacionales de composición cabe destacar los obtenidos en 1970 y 1971 por la Fundación Gaudeamus en Bilthoven, Holanda, en 1972 obtiene la Primera mención en la Sociedad Italiana de Música Contemporánea de Roma, Italia. Cabe mencionar que el ganador de la categoría fue Karlheinz Stockhausen. 
En 1974 obtiene el primer premio en su categoría (música de cámara) en el concurso también organizado por la Sociedad Italiana de Música Contemporánea. Su obra “De cobres” es seleccionada por sobre 368 participantes y el jurado estaba integrado por: György Ligeti, Cristóbal Halfter, Sylvano Bussotti, Klaus Huber, Mario Borolotto, Aldo Clementi y Camilo Togni.
En 1980 le es otorgado el primer premio en el concurso abierto a compositores de América, España y Portugal. Sociedad Puertorriqueña de Música Contemporánea. San Juan, Puerto Rico por su obra “Balada del Güije”; y en 1981 con "Capriccio", obtiene el Diploma de mérito en el 32.º Concorso Internazionales di Musica "Gian Battista Viotti" Societá del Quartetto en Vercelli, Italia.

## Actividad docente
Su actividad docente incluye su trabajo como Asistente del Maestro Franco Donatoni en los Cursos Estivos de Alto Perfeccionamiento en Composición en la Accademia Chigiana de Siena, Italia.
Dictó cursos de Armonía, Contrapunto, Fuga, Orquestación, Análisis, Composición, Música Contemporánea, Historia y Estética de la Música y Música de Cámara en instituciones como la Escuela Universitaria de Música en Uruguay.
Después del golpe de Estado de 1973 debió exiliarse en Venezuela donde fue docente en el  Conservatorio de Música "Vicente Emilio Sojo" en la ciudad de Barquisimeto, capital del Estado Lara. Posteriormente se traslada a Caracas donde dicta cursos de Composición, Orquestación y Análisis Musical en el Instituto de Investigaciones y Estudios Musicales "Vicente Emilio Sojo", Conservatorio Nacional de Música "Juan José Landaeta", Instituto Venezolano de Música "Simón Bolívar", Instituto de Fonología, Colegio "Emil Friedman", Escuela de Música "Prudencio Esáa" -donde también dirigió el ensemble de música de cámara-, y en la Escuela de Artes de la Universidad Central de Venezuela, Facultad de Humanidades, en Caracas. En el Conservatorio Nacional de Música Juan José Landaeta graduó en 1987 a un grupo de cinco compositores que formaron parte de la Promoción "Vicente Emilio Sojo" de aquel año. Estos compositores fueron Miguel Astor, Víctor Varela, Juan Francisco Sans, Mariantonia Palacios e Isaac Hernández. Varios de sus alumnos ocupan un lugar importante en la escena musical venezolana del presente. 
Entre 1988 y 1996 es electo Director de la Escuela Universitaria de Música en Uruguay. Durante su gestión fue fundador de la Escuela de Música de la Regional Norte (Ciudad de Salto) dependiente de la Universidad de la República, además de profesor de Armonía, Contrapunto, Análisis, Orquestación y Composición (Grado 5).
Cabe destacar su actividad como Fundador de la primera Editorial Venezolana de Música de autores nacionales en el Instituto Latinoamericano de Investigaciones Musicales "Vicente Emilio Sojo" (hoy Fundación "Vicente Emilio Sojo") dependiente del Consejo Nacional de la Cultura. 
En una segunda estadía en Venezuela (1999-2001) organizó los programas de composición y dictó clases de esta disciplina en el Conservatorio de Música Simón Bolívar, el Instituto Universitario de Estudios Musicales y para la Orquesta Sinfónica Juvenil de los Llanos, dependientes de la Fundación del Estado para el Sistema de Orquestas Juveniles e Infantiles de Venezuela. De este trabajo quedaron dos importantes textos escritos inéditos contentivos de su pensamiento en relación con la enseñanza de la composición musical.

## Catálogo de obras
- "Fantasía en tres movimientos" para piano (1957).
- "Serenata", para 2 oboes, 2 clarinetes, 2 cornos y 2 fagotes(1958).Estreno: Montevideo 1964.Teatro Solís. Intérpretes: Miembros de la Orquesta Sinfónica Municipal de Montevideo. Director: Carlos Estrada.
- "Auki Paukar", Ballet para Orquesta Sinfónica. Versión Original.(1959). Estreno: Montevideo 2002. Auditorio del SODRE. Intérpretes: Orquesta Sinfónica del SODRE. Director: Antonio Mastrogiovanni. Montevideo, 2010. Filarmónica de Montevideo. Director: Martín Jorge.
- "Tema Ostinato", para Piano.(1959).
- "Dos canciones poético-religiosas", para Canto y Piano. (1961)
- "Canto y Percusión", para Piano.(1962). Estreno: Montevideo 1964. Intérprete: Élida Gencarelli.
- "Monotemática", para Violín y Piano.(1963). Estreno: Montevideo 1966. Intérpretes: Antonio Nuñez (Violín), Élida Gencarelli (Piano).
- "Introducción, Passacaglia y Danza", para Orquesta Sinfónica. (1963).
- "Soliloquio", para Violín solo.(1964). Estreno: Montevideo 1966. Intérprete: Antonio Nuñez.
- "Larghetto", para Oboe y cuerdas. (1964). Estreno: Montevideo 1964. Teatro Solís. Intérpretes: Ani Álvarez Badano (Oboe) y miembros de la Orquesta Sinfónica Municipal. Director: Carlos Estrada.
- "Concierto", para Piano y Orquesta.(1964). Estreno: Montevideo 1967. Intérpretes: Élida Gencarelli (Piano), Orquesta Sinfónica del SODRE. Dirección: Charles Dutoit.
- "Pieza para Órgano".(1965). Estreno: Río de Janeiro, Brasil 1965. Intérprete: Ángel Turriziani.
- "Tema y Variaciones", para Piano. (1965). Edición del Conservatorio Nacional de Música. Estreno: Sodre, Montevideo 1965. Intérprete: Antonio Mastrogiovanni.
- "Sinfonía de Cámara", para Flauta, Clarinete, Fagot, Timbal, Percusión, Piano, Celesta y Orquesta de cuerdas.(1965). Estreno: Sodre, Montevideo 1965. Intérpretes: Orquesta Sinfónica del Sodre. Director: Stanislaw Wislocki.
- "Tres Micropiezas", para grupo instrumental.(1966)
- "Contra-ritmos", para dos orquestas de cuerdas y percusión.(1967). Estreno: Sodre, Montevideo 1968. Intérpretes: Orquesta Sinfónica del Sodre. Director: Charles Dutoit.
- "Tres Piezas para Clarinetes", para tres clarinetes.(1968). Estreno: Núcleo Música Nueva, Montevideo 1968. Intérpretes: G.Forino, García y D´Andrea.
- "Pulso"-"Anamorfosis", para Piano.(1968). Estreno: Núcleo Música Nueva, Montevideo 1969. Intérprete: Antonio Mastrogiovanni.
- "Reflejos", para Celesta, Piano, Clavecín, Arpa, Viola, Violonchelo y Contrabajo.(1969). Estreno: Confreszaal, Utrecht, Holanda 1970. Intérpretes: Ensamble O.L.V Ton Hartsuiker. Director: Hans Vonk.
- "Secuencial I", Edición: "Suvini-Zerboni". Milán, Italia.(1970). Estreno: Tivoli 1971. Utrecht, Holanda.. Intérpretes: Orquesta Sinfónica de Utrecht. Director: Paul Hupperts.
- "Secuencial II", Música Electrónica Stereo, 2 tracks, 7 1/2 i.p.s.= 19 cm/s.(1970). Estreno: Instituto Torcuato Di Tella, Buenos Aires, Argentina 1970.
- "Divertimento", para Violín solo, Viola, Violonchelo, Contrabajo, Flauta, Corno inglés, Clavecín, Piano y Acordeón.(1970). Estreno: Instituto Torcuato Di Tella, Buenos Aires, Argentina 1970. Intérpretes: Grupo instrumental. Director: Antonio Mastrogiovanni.
- "De cobres", para 2 cornos, trompeta, trombón e implementos electroacústicos.(1972).
- "De cuerdas", para Violín, Viola, Violonchelo y Contrabajo.(1972). Estreno: Sala del Conservatorio "G.Verdi" Milán, Italia 1974. Intérpretes: Grupo Instrumental. Director: Antonio Mastrogiovanni.
- "Cuauhtémoc", Música Electroacústica y Voces.(1973). Estreno: Sala del Conservatorio Nacional de México. México D.F. 1973.
- "De maderas", para Flauta, Oboe, Clarinete y Fagot.(1974). Estreno: Washington, EE. UU. 1974. Intérpretes: Philadelphia Composer´s Forum. Director: Joel Thome.
- "Opera Nove": Creación Colectiva. (1974).Participaron además: Franco Donatoni, Marcello Panni, Salvatore Sciarrino, Sandro Gorli, Francesco Carluccio, Francesco Hoch, Jacques Lenot y Jeffrey Levine. Para Orquesta. Estreno: Accademia Chigiana. Siena, Italia 1974. Intérpretes: Ensemble Teatromúsica. Director: Marcello Panni.
- "Capriccio", para Contrabajo solo.(1974). Dedicado a Fernando Grillo. Estrenado por Carlos Weiske en 1989 en Montevideo.
- "Aulos", para tres oboes o un oboe "en vivo" y dos grabados.(1975). Estreno: Córdoba, Argentina 1976. Intérprete: León Biriotti (los tres oboes).
- "Balada del Güije", para Clarinete, Corno, Violonchelo, Contrabajo, 4 percusiones y voz optativa. Texto: Nicolás Guillen.(1978-1979). Estreno: Sala "José Félix Ribas", Caracas Venezuela 1982. Auditorio "Carlos Vaz Ferreira", Montevideo 1984. Intérpretes en Venezuela: Miembros de la Orquesta Sinfónica Municipal de Caracas. Director: Felipe Izcaray (Versión sin recitante). Intérpretes en Uruguay: Orquesta Nacional de Cámara. Recitante: Ana María Falco Leis. (Versión completa).
- "La Leyenda de la quena" (Reelaboración del ballet "Auki Paukar" de 1959), para Orquesta Sinfónica.(1980). Estreno: Teatro Municipal de Caracas. Venezuela 1980. Intérpretes: Orquesta Sinfónica Venezuela. Director: Andrés Sandoval.
- "Sol de América". Cantata para recitante, coro mixto y orquesta. Texto de Manuel Felipe Rugeles.(1981-1982). Estreno: Universidad Central de Venezuela. Aula Magna. Caracas, Venezuela 1984. Intérpretes: Grupo vocal "Bach", Director: Michel Eustache, Grupo Polifónico "Rafael Suárez", Directora: María de Cabrera. Recitante: Freddy Moreno. Orquesta Municipal de Caracas. Director: Alfredo Rugeles.
- "Milonguerita", para tres clarinetes.(1984). Estreno: Instituto Italiano de Cultura. Madrid 1985. Intérpretes: Laboratorio de Interpretación Musical (LIM). Director: Jesús Villa Rojo.
- "El trígono suonarino", para Clarinete, Contrabajo, Arpa y Percusión.(1985). Estreno: Kleine Zaal Concertgebouw. Ámsterdam, Holanda, 1985. Intérpretes: DÚO CONTEMPORAIN. Henri Bok (Clarinete bajo), Evert le Mair (Percusión), Yolanda Davids (Arpa).
- "Rondó Pirulero", para coro mixto a capela.(1985).
- "Sobre el acorde de sol", para cuatro contrabajos.(1989). Estreno: Museo Pedagógico. Montevideo 1989. Intérpretes: Conjunto de contrabajos de la Escuela Universitaria de Música. Director: Carlos Weiske.
- "Cadenza", para flauta sola.(1989). Estreno: Auditorio del Sodre 1989. Intérprete: Beatriz Zoppolo.
- "Alla sera canto", para conjunto instrumental.(1994). Estreno: Cagliari, Italia 1994. Intérpretes: Ensemble Teatro Música. Director: Ramón Encinar.
- "Pandorico", "Quitiplás", "Pitongo", para piano solo.(1995). Estreno: Sala "La Spezia", Montevideo 2006. Intérprete: Raquel Fort.
- "Sonata", para viola sola.(2010).
- "Aria bonaria", "El organillero", "In diapente", para violonchelo solo.(2010).